# Acetyljodide
Acetyljodide (IUPAC-naam: ethanoyljodide) is een organische verbinding met als brutoformule C2H3IO. Het is een kleurloze vloeistof met een scherpe geur, die hydrolyseert in water tot waterstofjodide.

## Synthese
Acetylbromide wordt bereid door de carbonylering van methyljodide, als nevenproduct tijdens het Cativa- en Monsanto-proces.

## Reactiviteit
Door de polarisatie en de grote lengte van de koolstof-jood-binding is acetyljodide zeer reactief. De binding wordt zowel heterolytisch als homolytisch gemakkelijk verbroken. Bij de homolyse ontstaat naast koolstofmonoxide een jood- en een methylradicaal:
{\displaystyle {\ce {CH3COI->CH3CO{\dot {\,}}+I{\dot {\,}}}}}
{\displaystyle {\ce {CH3CO{\dot {\,}}->CH3{\dot {\,}}+CO}}}
Dit heeft tot gevolg dat acetyljodide een andere reactiviteit bezit dan andere acetylhalogeniden. In tegenstelling tot bijvoorbeeld acetylchloride ondergaat de verbinding geen additie-eliminatie-reactie met carbonzuren, maar een uitwisselingsreactie:
{\displaystyle {\ce {CH3COI + RCOOH -> CH3COOH + RCOI}}}
Zo reageert acetyljodide met ftaalzuur tot azijnzuur en ftaalzuuranhydride. De reactie met oxaalzuur levert azijnzuur, koolstofdioxide en di-jood.